# Тюлебаєво
Тюлеба́єво (рос. Тюлебаево, башк. Түләбай) — присілок у складі Кугарчинського району Башкортостану, Росія. Входить до складу Іртюбяцької сільської ради.
Населення — 159 осіб (2010; 208 в 2002).
Національний склад:
- башкири — 83%